# BR1
BR1 of Belgian Reactor 1 is een luchtgekoelde en grafietgemodereerde kernreactor met een vermogen van 4MWth. Deze eerste Belgische kernreactor, werd gebouwd als een proefreactor, met oog op het uitvoeren van wetenschappelijke experimenten. Hij bevindt zich in het SCK CEN (afkorting voor Studiecentrum voor kernenergie of Centre d'Étude de l'énergie Nucléaire). Dit is een Belgisch nucleair onderzoekscentrum. Het Studiecentrum voor kernenergie is de naam van de campus in Mol waar zich deze eerste in België gebouwde kernreactor bevindt.

## Geschiedenis
Het Belgische Studiecentrum voor Kernenergie, SCK CEN, werd opgericht in 1952 onder de naam Studiecentrum voor de Toepassingen van de Kernenergie, kortweg STK. Van 1956 tot 1964 werden er vier nucleaire onderzoeksreactoren operationeel: BR1, BR2, BR3 en VENUS.

## Gebruik
Hij wordt veelvuldig gebruikt als neutronenbron voor activeringsanalyses, dosimetrische ijking, neutronenradiografie en referentie-reactorexperimenten.